# Slow J
João Batista Coelho, mais conhecido pelo nome artístico Slow J (Setúbal, 21 de setembro de 1992), é um rapper, produtor musical e compositor luso-angolano. É considerado uma das vozes mais influentes da música atual em Portugal.

## Biografia
João Batista Coelho, filho de mãe portuguesa e pai angolano, nasceu em Setúbal e viveu em Carcavelos, Alenquer e Cascais. Em adolescente, começou a interessar-se por música, embora pensasse que viria a tornar-se programador. Depois de descobrir a sua paixão pela guitarra e pelo Fruity Loops, João Coelho mudou-se para Londres para estudar engenharia de som.
Regressou a Portugal em 2013 para se dedicar à produção musical, começando como estagiário na Big Bit Estúdios, onde teve a oportunidade de trabalhar com alguns dos maiores nomes do hip hop português, como o rapper Valete.

## Carreira
Slow J estreou-se no panorama musical português em 2015 com o EP de sete faixas The Free Food Tape, que interpretou e produziu na íntegra. A 17 de março de 2017, lança o seu primeiro álbum de estúdio, The Art of Slowing Down, o qual foi altamente aclamado, consolidando assim a sua presença e singularidade como artista na cena do hip hop português. Contando com a participação de NERVE, Gson e Papillon, o disco alcançou a 27º posição na tabela de vendas em Portugal.
Em setembro de 2019, o seu segundo álbum, You Are Forgiven, é publicado de surpresa, sem qualquer campanha de promoção prévia. Com a paternidade como fio condutor do álbum, o disco é composto por 9 faixas e conta com a participação de Sara Tavares e Papillon. Posteriormente, em dezembro de 2020, Slow J lança o projeto instrumental sLo-Fi, uma cassete com nove canções instrumentais no género lo-fi.
Após 3 anos, o álbum Afro Fado foi apresentado ao público a 24 de novembro de 2023, atingindo o primeiro lugar na tabela de vendas em Portugal.

## Discografia

### Álbuns
| Título                  | Detalhes                                                                  | Melhores posições semanais |
| Título                  | Detalhes                                                                  | POR                        |
| ----------------------- | ------------------------------------------------------------------------- | -------------------------- |
| The Art of Slowing Down | Lançamento: 17 de março de 2017 (POR) Editora discográfica: Sente Isto    | 27                         |
| You Are Forgiven        | Lançamento: 20 de setembro de 2019 (POR) Editora discográfica: Sente Isto | 6                          |
| sLo-Fi                  | Lançamento: 14 de dezembro de 2020 (POR) Editora discográfica: Sente Isto | 4                          |
| Afro Fado               | Lançamento: 24 de novembro de 2023 (POR) Editora discográfica: Sente Isto | 1                          |

### Extended plays
| Título             | Detalhes                                                      | Melhores posições |
| Título             | Detalhes                                                      | POR               |
| ------------------ | ------------------------------------------------------------- | ----------------- |
| The Free Food Tape | Lançamento: 25 de abril de 2015 (POR) Editora discográfica: — | —                 |

### Como artista principal
| Título                                                          | Ano  | Melhores posições semanais     | Melhores posições anuais      | Melhores posições semanais | Melhores posições anuais | Certificações     | Álbum                                 |
| Título                                                          | Ano  | Top Português de Singles (POR) | Top Português de Singles(POR) | Top Português de Airplay   | Top Português de Airplay | Certificações     | Álbum                                 |
| --------------------------------------------------------------- | ---- | ------------------------------ | ----------------------------- | -------------------------- | ------------------------ | ----------------- | ------------------------------------- |
| "Comida"                                                        | 2016 | —                              | —                             | —                          | —                        |                   |                                       |
| "Pagar as Contas" (participação de Gson e Papillon)             | 2017 | —                              | —                             | —                          | —                        |                   |                                       |
| "Fome"                                                          | 2017 | —                              | —                             | —                          | —                        |                   |                                       |
| "Nunca Pares" (com Lhast e participação de Plutónio e Papillon) | 2018 | —                              | —                             | —                          |                          |                   | Single não incluído em qualquer álbum |
| "Teu Eternamente"                                               | 2019 | 8                              | 126 (anoː 2024)               | —                          | —                        | - AFP: 7x Platina | You Are Forgiven                      |
| "Lágrimas"                                                      | 2019 | 14                             |                               |                            |                          |                   | You Are Forgiven                      |
| "Mea Culpa"                                                     | 2019 | 23                             |                               |                            |                          |                   | You Are Forgiven                      |
| "Muros"                                                         | 2019 | 26                             |                               |                            |                          |                   | You Are Forgiven                      |
| "Onde é que estás?"                                             | 2019 | 17                             |                               |                            |                          |                   | You Are Forgiven                      |
| "Silêncio"                                                      | 2019 | 13                             |                               |                            |                          |                   | You Are Forgiven                      |
| "Só Queria Sorrir"                                              | 2019 | 7                              |                               |                            |                          | - AFP: Ouro       | You Are Forgiven                      |
| "FAM" (participação de Papillon)                                | 2019 | 5                              |                               |                            |                          | - AFP: Ouro       | You Are Forgiven                      |
| "Também Sonhar" (participação de Sara Tavares)                  | 2019 | 6                              |                               |                            |                          | - AFP: Ouro       | You Are Forgiven                      |
| "Bem Vindo a Casa."                                             | 2020 | —                              | —                             | —                          | —                        |                   | Single não incluído em qualquer álbum |
| "Nada a Esconder"                                               | 2020 | 18                             | —                             | —                          | —                        |                   | Single não incluído em qualquer álbum |
| "Grandeza"                                                      | 2023 | 61                             | —                             | —                          | —                        |                   | Single não incluído em qualquer álbum |
| "Sem Ti"                                                        | 2023 | 6                              | 45 (anoː 2024)                | —                          | —                        | AFPː 3x Platina   | Afro Fado                             |
| "CorDaPele"                                                     | 2023 | 2                              | 35 (anoː 2024)                | —                          | —                        | AFPː 3x Platina   | Afro Fado                             |
| "Tata"                                                          | 2023 | 1                              | 1 (anoː 2024)                 | 1                          | 26 (2024)                | AFP: 6x Platina   | Afro Fado                             |

| Título                                                  | Ano  | Melhores posições semanais     | Melhores posições anuais       | Certificações     | Álbum     | Ref.   |
| Título                                                  | Ano  | Top Português de Singles (POR) | Top Português de Singles (POR) | Certificações     | Álbum     | Ref.   |
| ------------------------------------------------------- | ---- | ------------------------------ | ------------------------------ | ----------------- | --------- | ------ |
| "Pirâmide"                                              | 2023 | 8                              |                                |                   | Afro Fado | [ 21 ] |
| "Where U @"                                             | 2023 | 7                              | 85 (anoː 2024)                 | - AFPː 4x Platina | Afro Fado | [ 21 ] |
| "Nascidos & Criados (participação de Teresa Salgueiro)" | 2023 | 11                             |                                |                   | Afro Fado | [ 21 ] |
| "Fogo"                                                  | 2023 | 5                              | 39 (anoː 2024)                 | - AFPː 2x Platina | Afro Fado | [ 21 ] |
| "Ultimamente"                                           | 2023 | 2                              | 99 (anoː 2024)                 | - AFPː 2x Platina | Afro Fado | [ 21 ] |
| "Terra"                                                 | 2023 | 13                             |                                |                   | Afro Fado | [ 21 ] |
| "Reza"                                                  | 2023 | 16                             |                                |                   | Afro Fado | [ 21 ] |
| "Seda"                                                  | 2023 | 21                             |                                |                   | Afro Fado | [ 21 ] |
| "Sereia"                                                | 2023 | 17                             |                                |                   | Afro Fado | [ 21 ] |
| "Cabeça"                                                | 2023 | 23                             |                                |                   | Afro Fado | [ 21 ] |
| "Origami (participação de Gson)"                        | 2023 | 9                              |                                |                   | Afro Fado | [ 21 ] |

### Singlese faixas como artista convidado
| Título                                              | Ano  | Melhores posições semanais     | Melhores posições anuais       | Certificações     | Álbum       | Nota   | Ref.   |
| Título                                              | Ano  | Top Português de Singles (POR) | Top Português de Singles (POR) | Certificações     | Álbum       | Nota   | Ref.   |
| --------------------------------------------------- | ---- | ------------------------------ | ------------------------------ | ----------------- | ----------- | ------ | ------ |
| "Water" (Richie Campbell com Slow J e Lhast)        | 2017 | 5                              |                                |                   | Lisboa      | single | [ 23 ] |
| "2020" (Lhast com Slow J)                           | 2020 | 71                             |                                |                   | AMOR'FATI   | single | [ 23 ] |
| "Esquinas (Dino d'Santiago com Slow J)              | 2021 | 92                             |                                |                   | BADIU       |        | [ 23 ] |
| "3,14" (Gson com Slow J e Sam The Kid)              | 2021 | 5                              | 110 (anoː 2024)                | - AFPː 4x Platina |             | single | [ 23 ] |
| "CARO" (X-Tense com Slow J)                         | 2022 | 32                             |                                |                   |             | single | [ 23 ] |
| "Imagina" (Frankieontheguitar com Slow J e Ivandro) | 2024 | 166                            |                                |                   |             | single | [ 23 ] |
| "Equilíbrio" (Ivandro com Slow J)                   | 2024 | 77                             |                                |                   | Trovador    |        | [ 23 ] |
| "Champions League" (Mizzy Miles com Slow J e Gson)  | 2025 | 8                              |                                |                   | FIM DO NADA | single | [ 23 ] |
| "God Bless" (Mizzy Miles com Slow J e Teto)         | 2025 |                                |                                |                   | FIM DO NADA |        | [ 23 ] |
| "Estrada" (Mizzy Miles com Slow J e ProfJam)        | 2025 |                                |                                |                   | FIM DO NADA |        | [ 23 ] |

## Prémios
| Prémiação                          | Ano  | Categoria                | Trabalho nomeado                                 | Resultado |
| ---------------------------------- | ---- | ------------------------ | ------------------------------------------------ | --------- |
| Play - Prémio da Música Portuguesa | 2020 | Melhor Artista Masculino |                                                  | Venceu    |
| Play - Prémio da Música Portuguesa | 2020 | Melhor Canção            | "Também Sonhar"                                  | Indicado  |
| Play - Prémio da Música Portuguesa | 2020 | Melhor Álbum             | #FFFFFF                                          | Indicado  |
| Play - Prémio da Música Portuguesa | 2023 | Melhor Videoclipe        | "Caro" (X-Tense com Slow J)                      | Venceu    |
| Play - Prémio da Música Portuguesa | 2024 | Melhor Álbum             | Afro Fado                                        | Indicado  |
| Play - Prémio da Música Portuguesa | 2024 | Prémio da Crítica        | Afro Fado                                        | Venceu    |
| Play - Prémio da Música Portuguesa | 2024 | Melhor Artista Masculino |                                                  | Venceu    |
| Play - Prémio da Música Portuguesa | 2025 | Melhor Artista Masculino | Venceu                                           |           |
| Play - Prémio da Música Portuguesa | 2025 | Melhor Canção            | "Tata"                                           | Indicado  |
| Globos de Ouro                     | 2024 | Melhor Música            | "Tata"                                           | Indicado  |
| Globos de Ouro                     | 2024 | Melhor Atuação           | Concertos de 7 e 8 de março de 2024 na MEO Arena | Indicado  |
| Globos de Ouro                     | 2025 | Melhor Atuação           | Vodafone Paredes de Coura                        | Pendente  |
| MTV Europe Music Awards            | 2024 | Melhor Artista Português |                                                  | Indicado  |